# Labialithus labialis
Espèce
Synonymes
- Phrurolithus labialis Paik, 1991

Labialithus labialis est une espèce d'araignées aranéomorphes de la famille des Phrurolithidae.

## Distribution
Cette espèce se rencontre en Corée du Sud, en Chine et au Japon.

## Description
La femelle holotype mesure 2,77 mm.
Le mâle décrit par Seo en 2000 mesure 2,36 mm.
Les mâles mesurent de 2,30 à 2,78 mm et les femelles de 2,30 à 2,98 mm.

## Systématique et taxinomie
Cette espèce a été décrite sous le protonyme Phrurolithus labialis par Paik en 1991. Elle est placée dans le genre Labialithus par Kamura en 2021.

## Publication originale
- Paik, 1991 : « Korean spiders of the genus Phrurolithus (Araneae: Clubionidae). » Korean Arachnology, vol. 6, p. 171-196.